# Break of Hearts
Break of Hearts, conocida como Corazones rotos, es una película estadounidense de 1935: producida por RKO y dirigida por Philip Moeller, la  protagonizan Katharine Hepburn y Charles Boyer.

## Sinopsis
El profesor Thalma presenta, en su casa, al prestigioso director de orquesta Franz Roberti (Charles Boyer) y a su alumna Constance Dane (Katharine Hepburn), la cual impresionará luego, con su belleza y su talento como compositora al notable director. Después de estar felizmente casados, comenzarán los problemas cuando una atractiva amiga de los viejos tiempos vuelva a la vida de Franz.

## Reparto
- Katharine Hepburn como Constance Dane Roberti.
- Charles Boyer como Franz Roberti.
- John Beal como Johnny Lawrence.
- Jean Hersholt como el profesor Thalma.
- Sam Hardy como Marx.
- Inez Courtney como Miss Wilson.
- Helene Millard como Sylvia DeWitt.
- Ferdinand Gottschalk como Enrico Pazzini.
- Susan Fleming como Elise.
- Lee Kohlmar como Schubert.
- Jean Howard como Didi Smith-Lennox.
- Anne Grey como Lady Phyllis Cameron.